# Pectinia elongata
Pectinia elongata är en korallart som beskrevs av Rehberg 1892. Pectinia elongata ingår i släktet Pectinia och familjen Pectiniidae. IUCN kategoriserar arten globalt som nära hotad. Inga underarter finns listade i Catalogue of Life.